# League of Gods
Pour plus de détails, voir Fiche technique et Distribution.
League of Gods (封神榜, Fēng Shén Bǎng) est un film hongkongais réalisé par Koan Hui, sorti en 2016.

## Synopsis
Le roi Zhou de la dynastie Shang devient un tyran à cause des manipulations de Daji, un esprit maléfique qui s’est déguisé en l’une de ses concubines.

## Fiche technique
- Titre original : 封神榜, Fēng Shén Bǎng
- Titre français : League of Gods
- Réalisation : Koan Hui
- Scénario : Cherryyoko et Samson Sun
- Photographie : Arthur Wong
- Musique : John Debney
- Pays d'origine : Hong Kong
- Format : Couleurs - 35 mm
- Genre : action, fantastique
- Durée : 109 minutes
- Date de sortie :
  -  Hong Kong : 29 juillet 2016

## Distribution
- Jet Li : Jiang Ziya
- Fan Bingbing : Daji
- Wen Zhang : Naza
- Huang Xiaoming : Yang Jian
- Louis Koo : le général Léopard
- Angelababy : Blue Butterfly
- Jacky Heung : Ji Lei / Skylord
- Tony Leung Ka-fai : le roi Zhou
- Feng Zu : le général Ji
- Andy On : Ji Fa
- Qing Xu : Taiyi
- Waise Lee : le roi Dragon
- Jordan Chan : le chef de la tribu des Invisibles